# Аз и ти (филм, 2004)
Hum Tum (Хинди:हम तुम, Урду: ہم تم) е филм на Боливуд. Премиерата му е в Индия на 28 май 2004. Негов режисьор е Кунал Коли, а сценаристи са Сидарт Анан и Кунал Коли. Филмовите звезди Сейф Али Хан и Рани Мукерджи са в главните роли.
Hum Tum (превежда се като Аз и Ти или по-точно Аз, Ти) е сходен с Когато Хари срещно Сали... следва срещата на двата главни характера, след няколко години и различни срещи между приятели накрая те се влюбват.
Комичните характери Hum и Tum имат своя собствена анимирана поредица във филма, където те представят текущото състояние на връзката на Каран и Реа.
Филмът печели няколко Филмфар награди, включително за най-добра актриса (Рани Мукерджи), режисьор (Кунал Коли), комична роля за актьор (Сейф Али Хан) и сцена на годината.